# Philipp von Krauß
Philipp von Krauß, 1835 von Kaiser  Ferdinand I. als Ritter von Krauß in den Adelsstand erhoben, ab 1847 Freiherr von Krauß (* 28. März 1792 in Lemberg; † 26. Juni 1861 in Wien), war Beamter im Kaisertum Österreich und von 1848 bis 1851 im Kabinett Felix zu Schwarzenberg k. k. Finanzminister.

## Familie
Sein Bruder Karl von Krauß (1789–1881) war 1851–1857 k. k. Justizminister, sein Bruder Franz Beamter. Sie stammten aus einer bayrisch-österreichischen Beamtenfamilie; ihr Vater hatte einen Posten im Kronland Galizien. Ein Sohn von Franz, ebenfalls Franz von Krauß genannt, wurde 1885 in Wien Polizeipräsident.

## Leben
Philipp von Krauß studierte in Lemberg Jus und trat 1811 in den Staatsdienst. Nach den napoleonischen Kriegen wurde er mit Erfolg bei der Reorganisierung der galizischen Finanzen eingesetzt. 1826 wurde er zu österreichisch-russischen Verhandlungen in Wien über den Handel mit und in Galizien zugezogen und auf Grund seiner Fähigkeiten in die Allgemeine Hofkammer (den Vorläufer des Finanzministeriums) in Wien berufen.
1847 wurde er wieder nach Lemberg versetzt und zum Vizepräsidenten des Guberniums (des Vorläufers der k. k. Statthalterei) ernannt.
Im Zuge der Märzrevolution wurde er am 2. April 1848 zum k. k. Finanzminister ernannt und blieb dies den starken politischen Umwälzungen dieser Jahre zum Trotz bis zum 26. Dezember 1851.
1860 fungierte der geheime Rath als Präsident der Rechnungskontrollbehörde (oberste Controlsbehörde) und war, von Kaiser Franz Joseph I. ernannt, vom 29. April 1861 bis zu seinem Tod wenige Wochen später Vizepräsident des neu konstituierten Herrenhauses des Reichsrats.
Am 24. Juni 1861 erlitt Krauß, der in der Wallnerstraße 267 nahe der kaiserlichen Hofburg im Zentrum Wiens wohnte, auf dem Weg von Schönbrunn nach Hetzendorf (beides damals Vororte von Wien mit kaiserlichen Schlössern) einen Schlaganfall, an dem er zwei Tage später starb. Der Kaiser besuchte Krauß an seinem Krankenbett. Krauß wurde am 28. Juni 1861 auf dem heute nicht mehr bestehenden Matzleinsdorfer Friedhof in einem Vorort Wiens bestattet.
Der Präsident des Herrenhauses, Fürst Karl von Auersperg, sprach zum Tod des Vizepräsidenten Krauß:
Die Krone verliert an diesem gediegenen Staatsmann einen ihrer treuesten und bewährtesten Anhänger, der Staat einen seiner pflichterfülltesten Pfleger und Förderer der höchsten und wichtigsten Staatsinteressen.